# Pia Rosenkranz
Pia Maria Rosenkranz (ur. 4 stycznia 1987) – niemiecka, a od 2016 roku australijska zapaśniczka walcząca w stylu wolnym. Złota medalistka mistrzostw Oceanii w 2016. Czternasta w mistrzostwach Europy w 2005. Wicemistrzyni Niemiec w 2005 roku